# Rugby Colorno
 (août 2023).
Si vous disposez d'ouvrages ou d'articles de référence ou si vous connaissez des sites web de qualité traitant du thème abordé ici, merci de compléter l'article en donnant les références utiles à sa vérifiabilité et en les liant à la section « Notes et références ».
Pour les articles homonymes, voir Rugby Colorno (féminines).
Actualités
Le Rugby Colorno est un club de rugby à XV basé à Colorno, dans la province de Parme, en Émilie-Romagne. Il dispute la Serie A Élite, le championnat de première division organisé par la Fédération italienne de rugby. Son symbole est un rameau d'orne.
Le club dispose d'une section jeunes parmi les plus florissantes du pays, avec des équipes dans toutes les catégories d'âge et régulièrement représentée dans les diverses équipes nationales. L'équipe junior est championne d'Italie 2022 et 2023.
L'équipe féminine évolue également en première division.

## Histoire
Le club est fondé en 1975 à l'initiative de Paolo Pavesi, alors âgé de 21 ans et talonneur de l'équipe de Parme. Il réussit à réunir suffisamment de jeunes joueurs pour former une équipe junior et prend en charge leur entrainement.
Dès la saison suivante une équipe senior est mise en place et engagée dans le championnat de Serie D. Elle est promue en Serie C dès 1978. Le club évolue longtemps à ce niveau, alternant les saisons en Serie C1 et C2.
Au tournant des années 90, le club est en crise : les joueurs se lassent et partent progressivement, le renouvellement des générations ne se fait pas et bientôt le club ne dispose plus que d'une équipe en championnat cadet. Le président d'alors, Giorgio Vighi, se tourne vers les scolaires et entame un travail de fond auprès des jeunes pour relancer l'école de rugby et la formation. Ce travail paie rapidement et les effectifs se régénèrent.
Au sein du club, la saison 1994-95 est considérée comme celle de la renaissance. L'équipe senior est ressuscitée et engagée à nouveau en Serie C. Le club y reprend le rythme de la décennie 80, avec alternativement des saisons en Serie C1 et C2.
C'est en 2001-02, avec 18 victoires en 18 matchs, que Colorno arrache sa première promotion en Serie B, la troisième division italienne. La saison est un naufrage sportif et Colorno termine bon dernier mais bénéficie d'un repêchage.
Et en 2003-04, contre toute attente, le club obtient la promotion en Serie A, antichambre du Super 10. L'objectif du club est désormais de rejoindre l'élite nationale.
En 2010, le club décide d'investir au sein de la franchise des Aironi, dont le projet vient d'être acceptée au sein de la Celtic League. Elle entre au capital de la franchise avec le club de Parme. Dans le même temps, les deux clubs créent une entité vouée à évoluer en première division (rebaptisé championnat Eccellenza) : l'équipe du GranDucato Parma Rugby. L'équipe première de Colorno doit renoncer à la Serie A et retourner jouer en troisième division.
Les expériences calamiteuses des Aironi et de GranDucato Parma s'achèvent prématurément (la première dure deux saisons, la seconde une seule) et Colorno se donne trois ans pour remonter, en misant sur sa jeunesse. L'objectif est atteint dès la première saison, en 2012-13. Pendant les saisons qui suivent, l'équipe passe à plusieurs reprises tout près de la montée en Eccellenza. C'est en 2018-19 que la consécration arrive, et pour la première fois de son histoire, Colorno va évoluer en première division.
Pour son baptême du feu, l'équipe termine 9e du Top 10 et se maintient. Elle finit 5e en 2022 et réussit même à se hisser en demi-finale lors du championnat 2022-23, battue d'un petit point sur deux matchs par l'immense favori (et futur champion) Rovigo.
En juin 2024, Gonzalo Garcia devient le nouvel entraineur de l'équipe première.

## Joueurs notables
- Carl Manu  (2007-2010), 4 sél.
- Faialaga Afamasaga  (2018-2020), 6 sél.
- Massimo Giovanelli (2003-2007), 60 sél.
- Filippo Frati (2006-2008), 4 sél.
- Andrea Lovotti (2022-), 47 sél.
- Maxime Mbanda (2022-) 29 sél.
- Giulio Bisegni (2022-) 16 sél.
- Guglielmo Palazzani (2023-), 44 sél.

## Hymne
En 2021, le club s'est doté d'un hymne officiel : Non sarai mai solo, composé par le DJ Hunterwolf.